# Shimada de taka
Pour les articles homonymes, voir Taka (homonymie).
Le shimada de style taka (高島田, taka shimada) est l'un des quatre styles majeurs de shimada existants dans l'art de la coiffure japonaise traditionnelle.

## Description
Le shimada de style taka est représenté par un haut chignon (une sorte de nœud de cheveux), utilisé généralement par les jeunes filles.
Cette coiffure est également couramment utilisée lors des mariages traditionnels par la mariée. La chevelure de celle-ci est arrangée en un bunkin takashimada,. Ses cheveux sont ornementés de barrettes et d'épingles en nacre, délicatement découpées pour former des bouquets de fleurs.  Autour de la tête, elle porte une bande de gaze blanche par-dessus de la soie rose, que l'on enlève après la cérémonie. Cela s'appelle « tsunokakushi » et sert à dissimuler « les cornes de la jalousie ».
Cette coiffure lors d'un mariage est généralement accompagnée d'un robe blanche nommée shiro-muku, qui désigne la pureté, et l'idée de ne plus retourner chez ses parents dès le mariage accompli. Un hakoseko, porte-miroir, est attaché dans la manche du vêtement de dessus. La mariée tient un éventail dans ses mains. Elle a aux pieds des sandales et des chaussettes blanches.

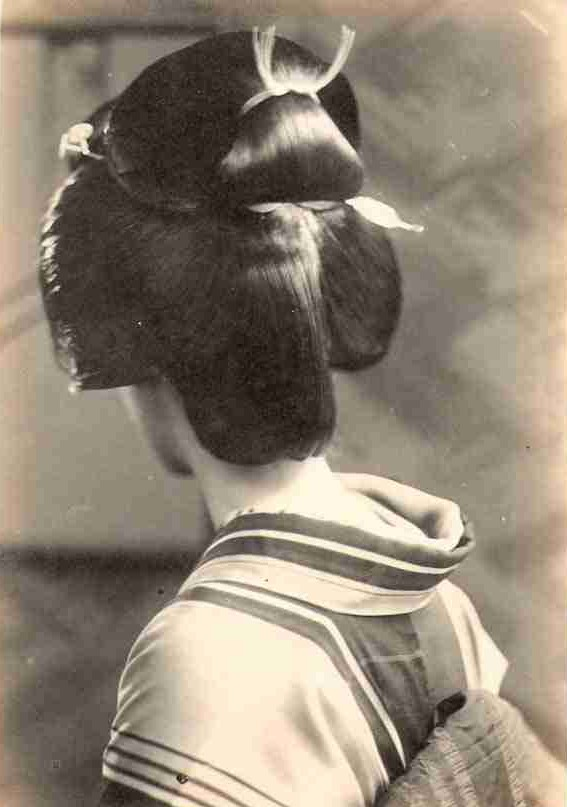
Taka shimada.
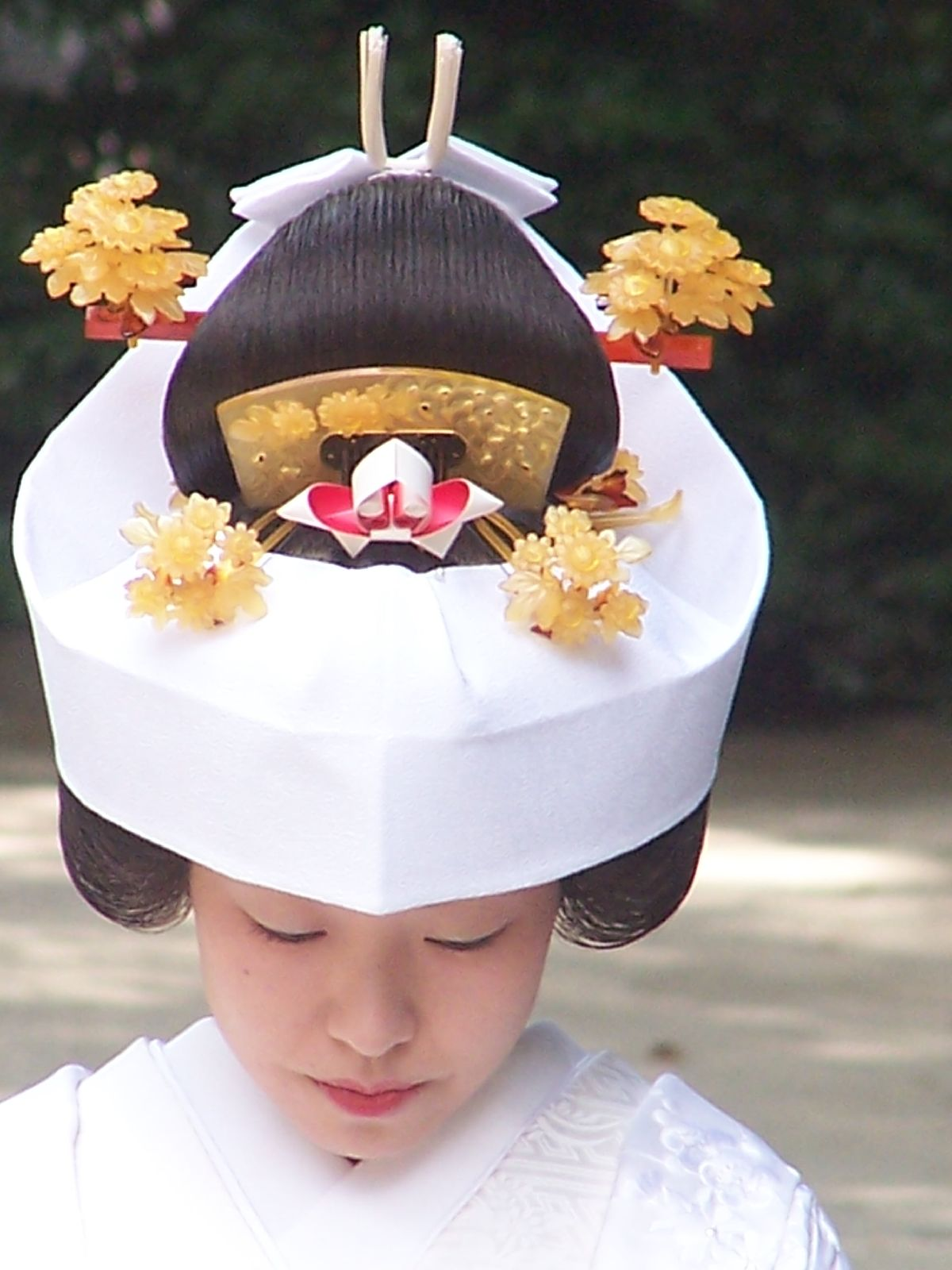
Bunkin takashimada.